# アルタモンテスプリングス
アルタモンテスプリングス（Altamonte Springs）は、アメリカ合衆国フロリダ州のセミノール郡にある都市。人口は4万6231人（2020年）。オーランドの北18キロメートルに位置している。

## 概要
1920年に法人化した。Altamonteはスペイン語由来で、意味は「高い山」である。名称は不動産ディベロッパーによって商業的な理由により付けられたもので、市内に山は無い。
市域の中央を州間高速道路4号線が南北に通っており、沿線に市街地が形成されている。集合住宅が多く比較的低価格の住宅が供給されている。住民の多くはオーランドに車で通勤している。

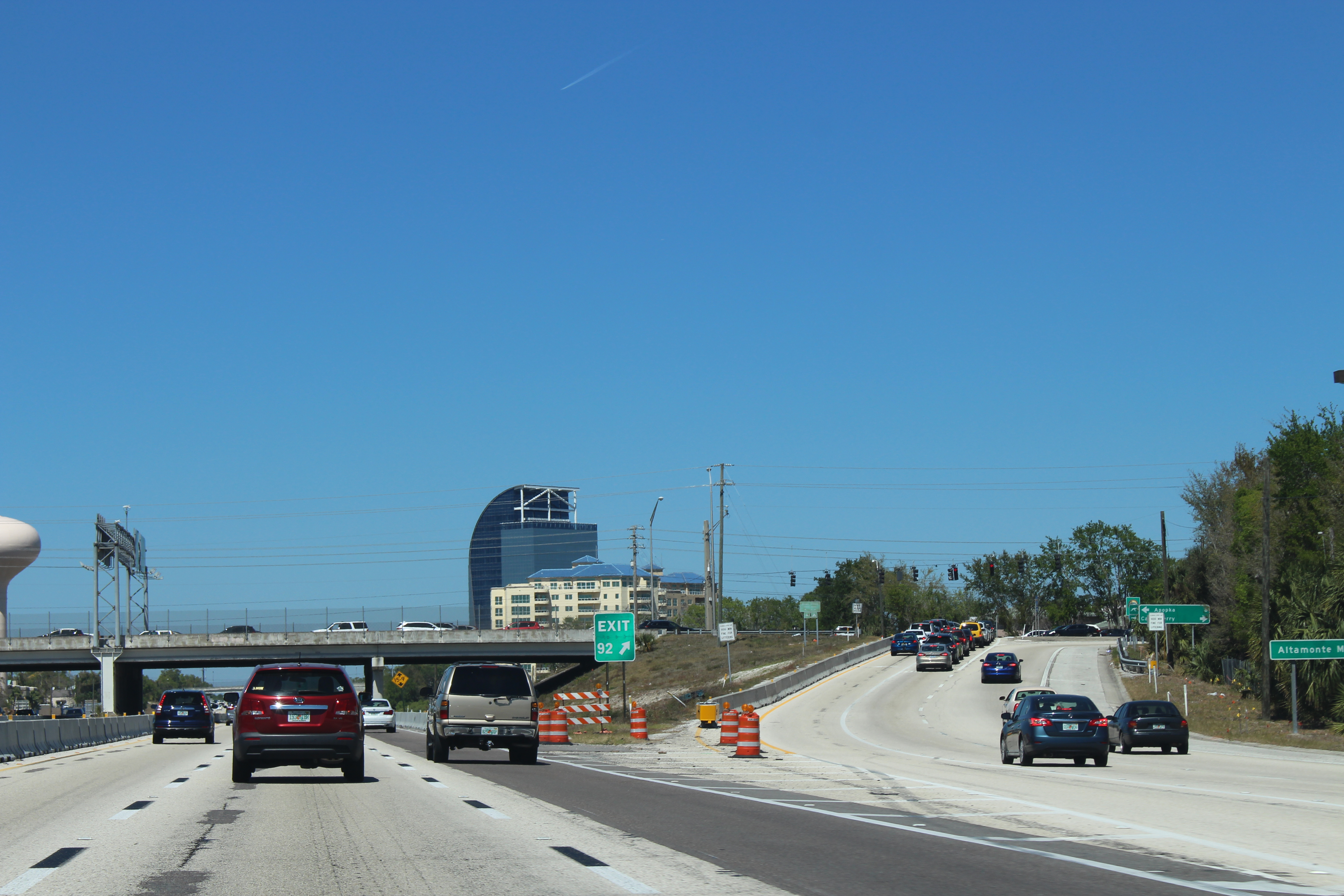
州間高速道路4号線

## 関係者
- チャック・シュルディナー：ミュージシャン
- ブレイク・ボートルス：アメリカンフットボール選手
- アンファニー・サイモンズ：バスケットボール選手